# معهد تكساس لأمراض القلب
معهد تكساس لأمراض القلب (29.7081°N 95.3994°W) هو معهد خيري غير ربحي لعلاج وإجراء عمليات القلب. يقع المعهد ضمن المركز الطبي لتكساس في هيوستن. في عام 2010، تم اختيار معهد تكساس للقلب لينال المركز الرابع في التقرير السنوي الذي تقوم به شبكة يو إس نيوز الإعلامية "أفضل مستشفى بأمريكا"، ليدخل معهد تكساس للقلب في غضون 20 عاما من إنشاءه في قائمة أفضل 10 مراكز في هذا المجال.
في تصنيف عام 2016-2017، انخفض مركز المعهد ليصبح رقم 38.

## وصلات خارجية
- الموقع الرسمي لمعهد تكساس للقلب.
- الاحتفال بإنشاء معهد تكساس للقلب.